# Alexandre Chabot
Alexandre Chabot (27 dicembre 1981) è un arrampicatore francese.
Ha praticato le competizioni di difficoltà e l'arrampicata in falesia.
È stato il dominatore delle gare di arrampicata lead nel primo lustro del nuovo millennio
vincendo tre Coppe del mondo lead consecutive e tre Rock Master consecutivi. A livello francese è stato anche sette volte campione di Francia, di cui sei consecutive (dal 2001 al 2006).

## Biografia
Scopre l'arrampicata a sei anni durante una vacanza con i genitori al Col des Grand Montets vicino a Chamonix. A 13 anni incomincia a frequentare un club d'arrampicata locale. A 16 anni scala il primo 8a, Rêve de Papillon, a Buoux. Nel 2000 (18 anni) vince la sua prima gara mondiale nella prova di Lecco della Coppa del mondo di arrampicata 2000.

## Palmarès

### Coppa del mondo
|      | 1999 | 2000 | 2001 | 2002 | 2003 | 2004 | 2005 |
| ---- | ---- | ---- | ---- | ---- | ---- | ---- | ---- |
| Lead | 23   | 2    | 1    | 1    | 1    | 2    | 5    |

### Campionato del mondo
|      | 1999 | 2001 | 2003 | 2005 | 2007 |
| ---- | ---- | ---- | ---- | ---- | ---- |
| Lead | 6    | 4    | 5    | 3    | 16   |

## Statistiche

### Podi in Coppa del mondo lead
| Stagione | 1º | 2º | 3º | Podi totali |
| -------- | -- | -- | -- | ----------- |
| 1999     |    |    |    |             |
| 2000     | 1  | 2  |    | 3           |
| 2001     | 3  |    | 1  | 4           |
| 2002     | 6  | 1  |    | 7           |
| 2003     | 5  | 2  |    | 7           |
| 2004     | 4  |    | 1  | 5           |
| 2005     | 2  |    | 1  | 3           |
| Totale   | 21 | 5  | 3  | 29          |

## Falesia

### Lavorato
- 9a/5.14d:
  - PuntX - Gorges du Loup (FRA) - 12 agosto 2007 - Prima salita della via chiodata da Cedric Lo Piccolo[2]
  - Abysse - Gorges du Loup (FRA) - 28 luglio 2006 - Prima salita[3]
  - Kinematix - Gorges du Loup (FRA) - 5 settembre 2003 - Via di Andreas Bindhammer del 2001
- 8c+/5.14c:
  - Trip-Tik To-Nik - Gorges du Loup (FRA)
  - Reaccion indirecta - Argentina
  - Ultimate Sacrifice - Gorges du Loup (FRA) - 25 agosto 2003[4]

### A vista
Alcune vie di 8b/8b+ a vista.